# Polsko-Niemiecka Nagroda Naukowa Copernicus
Polsko-Niemiecka Nagroda Naukowa Copernicus (Nagroda Copernicus) – nagroda naukowa przyznawana co 2 lata przez Fundację na rzecz Nauki Polskiej i Deutsche Forschungsgemeinschaft naukowcom (po jednym z obu krajów), którzy mogą wykazać się wybitnym dorobkiem, wynikającym ze naukowej współpracy polsko-niemieckiej.
Po raz pierwszy Nagroda Copernicus została przyznana w roku 2006 i wynosi €200.000 podzielone równo między obu zwycięzców. Aby ubiegać się o tę nagrodę kandydaci muszą mieć w dorobku przynajmniej doktorat i prowadzić badania w polskich lub niemieckich instytucjach naukowych.

## Jury
Do stałych członków należą: 
- Grażyna Jurkowlaniec (Uniwersytet Warszawski) – przewodnicząca
- Immo Fritsche(inne języki) (Uniwersytet w Lipsku) – zastępca przewodniczącej
- Bernd Büchner(inne języki) (Instytut Badań Ciała Stałego i Materiałów Drezno(inne języki))
- Paweł Idziak (Uniwersytet Jagielloński)
- Maria Mittag (Uniwersytet Friedricha Schillera w Jenie)
- Marek Samoć (Politechnika Wrocławska)

## Laureaci
- 2006: Barbara Malinowska, Eberhard Schlicker(inne języki)[1]
- 2008: Andrzej Sobolewski, Wolfgang Domcke(inne języki)[2]
- 2010: Alfred Forchel(inne języki), Jan Misiewicz[3]
- 2012: Jacek Błażewicz, Erwin Pesch(inne języki)[4]
- 2014: Marek Żukowski, Harald Weinfurter[5]
- 2016: Agnieszka Chacińska, Peter Rehling(inne języki)[6]
- 2018: Stefan Anker, Piotr Ponikowski[7]
- 2020: Sebastian Faust, Stefan Dziembowski[8]
- 2022: Sascha Feuchert(inne języki), Krystyna Radziszewska(inne języki)[9].
- 2024: Joachim Wambsganß, Andrzej Udalski[10]